# Fromhausen
Fromhausen ist ein Ortsteil der Stadt Horn-Bad Meinberg im Kreis Lippe, Nordrhein-Westfalen.

## Geschichte
Fromhausen wurde 1339 als Vromenhusen erstmals schriftlich erwähnt.
Am 1. Januar 1970 wurde Fromhausen nach dem Detmold-Gesetz in die neue Gemeinde Bad Meinberg-Horn eingegliedert. Diese wurde bereits am 10. September 1970 in Horn-Bad Meinberg umbenannt.